# Tilosina

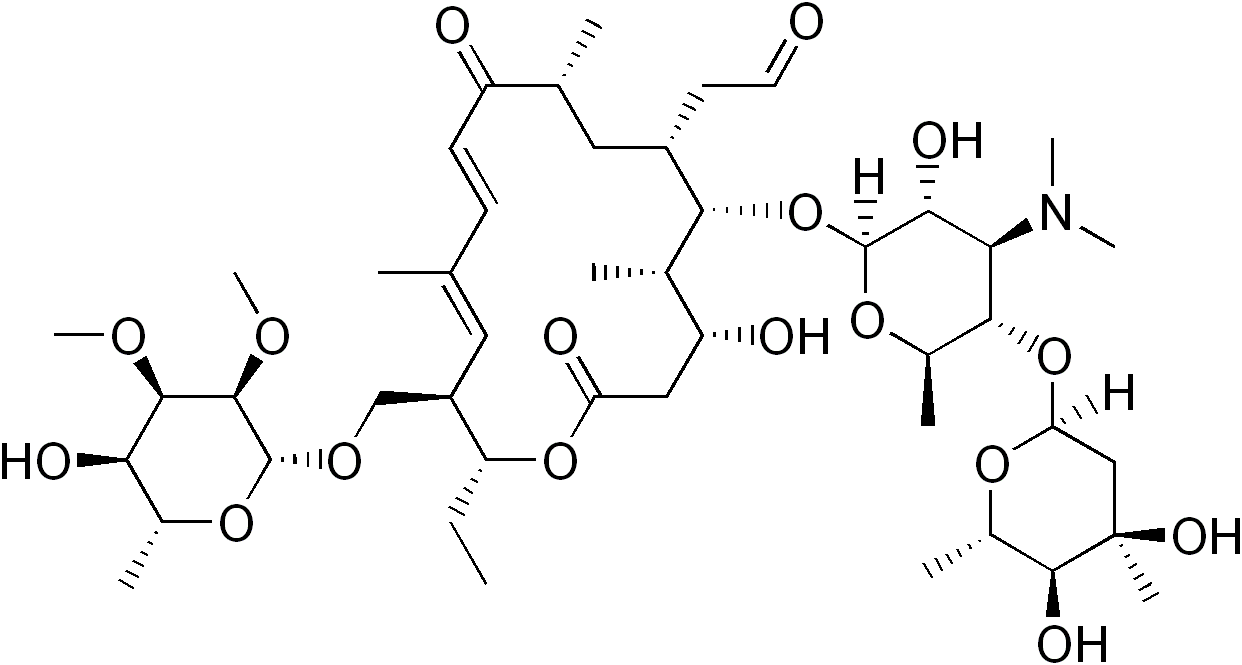
Estructura química de la tilosina

La Tilosina es un antibiótico del grupo de los macrólidos utilizado para combatir neumonía, septicemia hemorrágica, mastitis, conjuntivitis, leptospirosis, micoplasmosis, etc. en diversos animales domésticos como ovinos, caprinos, bovinos, cerdos y aves. 
Tiene acción terapéutica sobre Streptococcus spp. razón por la cual se encuentra remanente como contaminantes de mieles, en virtud que es utilizado en apicultura en el tratamiento de loque americana y loque europea; es un antibiótico autorizado en Argentina.
Este antibiótico pertenece al grupo de los Macrólidos, presentando acción bacteriostática sobre una amplia gama de patógenos como Estafilococos, Estreptococos, Clostridios, Leptospiras, Chlamydas, Diplococos, Bacilos, Mycoplasmas.
Algunos nombres comerciales para uso veterinario son: Megatyl,Tylan, Taiker, Tilosina 200, Praxavet Tilosina (combinado con una sulfa) su composición es tilosina (tartrato) 200 mg; sulfametoxipiridacina (fenilpropanoldisulfonato sódico) 40 mg; trimetoprim 8 mg y excipiente en c.s., Tilobac P del laboratorio Apilab SRL. con Tilosina 1 %.
La legislación de la Comunidad Económica Europea permite una concentración máxima de tilosina fijada en 100 ppb (ng/g) en carne y 50 ppb en leche. El tiempo de restricción es de 15 días en carne y 4 días en leche tras ser administrada la dosificación correcta en una enfermedad.